# Tom Pryce

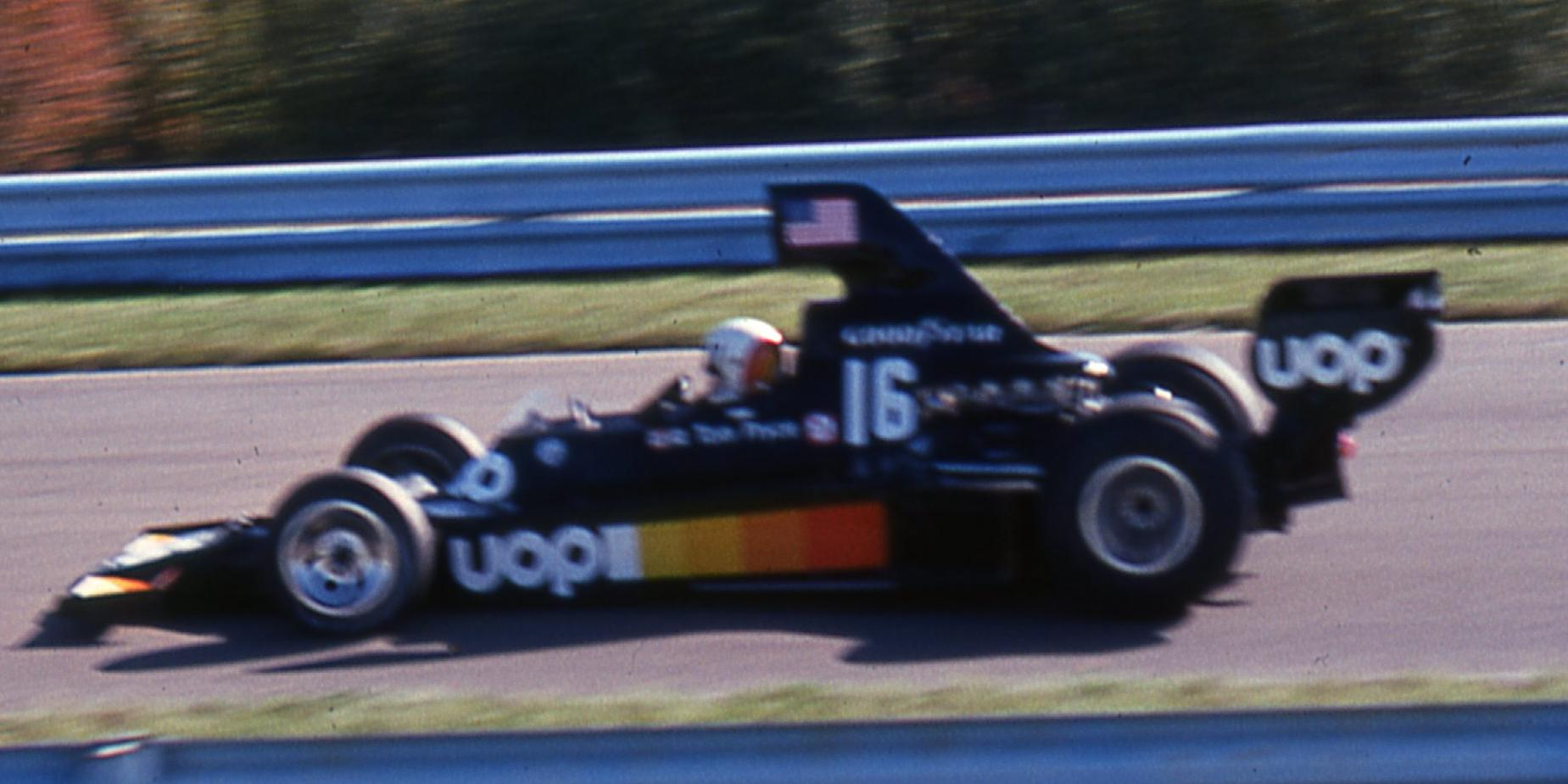
Tom Pryce in 1975

Thomas Maldwyn Pryce (Ruthin (ook wel Denbigshire), 11 juni 1949 – circuit Kyalami (Zuid-Afrika), 5 maart 1977) was een autocoureur in de Formule 1. Hij reed in de periode dat veel talenten verongelukten, in deze hoogste klasse van de autosport, zoals Tony Brise en Roger Williamson.

## Carrière
Tom Pryce, zoon van een politieman, reed in 1972 voor het eerst in de Formule 3. Hij moest het seizoen voortijdig beëindigen, omdat hij beide benen brak na een crash in Monaco. In 1973 ging hij naar de Formule 2 om bij Ron Dennis (ex-teambaas McLaren - Mercedes-Benz in de Formule 1) Motul Rondel Racing team te rijden. Zijn beste resultaat was een tweede plaats achter teamgenoot Tim Schenken op de Norisring in Duitsland.
Pryce werd voor 1974 gevraagd om voor het Token Formula 1 team te gaan rijden. Dit zou Dennis zijn eerste F1 team worden, maar het geld was er niet en het plan werd overgenomen door zakenmannen Tony Vlassopoulo en Ken Grob. De auto maakte zijn debuut tijdens de Belgische Grand Prix en Tom Pryce kwalificeerde zich er als twintigste mee. Hij viel in de race uit met een probleem aan de ophanging. Pryce werd geweigerd om te starten in Monaco en reed daarom de Formule 3 race daar bij Ippocampos Racing. Met de March 743 van dat team wist hij de race te winnen. Dit zorgde voor interesse bij het Shadow Formula 1 team en hij scoorde zijn eerste punt tijdens de Grand Prix van Duitsland die zomer met het Shadow team.
In 1975 werd Pryce derde in Oostenrijk, vierde in Duitsland en drie keer zesde en eindigde dat jaar als tiende in het WK. Dat jaar zou hij ook de Non-Championship race, the Race of Champions, op Brands Hatch weten te winnen.
Pryce bleef bij Shadow in 1976 en pakte nog een derde plaats in Brazilië en nog enkele vierde plaatsen en kwalificeerde zich zelfs op pole-position tijdens de Britse Grand Prix.

## Dood

Overzicht:
bij de cirkel bij The Kink gaat de baan omlaag, om vervolgens even later weer omhoog te gaan. Toen Van Vuuren en de andere baancommissaris begonnen om de baan over te steken, waren Pryce en Stuck ongeveer op die locatie. Nadat Van Vuuren was geraakt door Pryce en Pryce geraakt was door de brandblusser van Van Vuuren, reed de tevens overleden Pryce door tot aan de cirkel bij Crowthorne Corner, waar Pryce op Jacques Laffite botste en tot stilstand kwam.

Tom Pryce overleed na een bizarre botsing met een baancommissaris op het circuit van Kyalami in Zuid-Afrika op 5 maart 1977. Aan het einde van de 21ste ronde kreeg Renzo Zorzi te kampen met een gebroken uitlaat die een klein brandje veroorzaakte. Zorzi's bolide kwam tot stilstand naast het circuit in een blind recht stuk. Twee baancommissarissen stonden aan de overkant van de baan en besloten het circuit over te steken om het vuurtje te blussen. Op dat moment passeerden de bolides van Pryce en Hans-Joachim Stuck zij aan zij. Stucks bolide passeerde net voorbij beide baancommissarissen. Pryce kon een van de commissarissen, de negentienjarige Frederik Jansen van Vuuren, niet meer ontwijken en raakte hem met hoge snelheid. Van Vuuren was op slag dood. De impact op de bolide van Pryce was niet zo groot, alleen de voorvleugel was wat beschadigd. Maar de brandblusser die Van Vuuren bij zich had, raakte Tom Pryce vol op het hoofd. De klap was zo zwaar dat Pryce' helm honderden meters ver werd weggeslingerd. De bolide van Pryce reed nog een eindje verder op het rechte stuk en week lichtjes af naar rechts. Jacques Laffite, die niet wist wat er zich zojuist afgespeeld had, haalde Pryce' wagen in en toen ze Crowthorne bereikten, haakten ze in elkaar. Een woedende Laffite ging naar Pryce toe en zag toen met afschuw het levenloze lichaam van de coureur.
Het lichaam van Van Vuuren was door de klap onherkenbaar verminkt. Men kon alleen maar vaststellen dat het Van Vuuren was, toen de racedirecteur alle baancommissarissen bij zich riep en hij niet kwam opdagen.

## YouTube
- Het moment waarop Tom Pryce Jansen van Vuuren aanrijdt